# Cristians pel Socialisme
Cristians pel Socialisme és un moviment social que propugna la teoria i la praxi marxista des d'un punt de vista compatible amb la fe cristiana, sense establir vincles amb cap partit polític. Va fundar-se a Xile l'any 1971 i l'any següent se celebrà el seu primer congrés nacional a Santiago de Xile. Posteriorment, s'estengué als països de l'Amèrica Llatina, on contribuí a l'aparició de la teologia de l'alliberament. A Catalunya, els seus principals impulsors foren Joan García-Nieto i Alfons Comín.
Les relacions amb la jerarquia eclesiàstica sempre han sigut difícils. La política oficial del Vaticà de lluita contra el marxisme, sobretot durant el pontificat de Joan Pau II en països de l'Europa de l'Est i Amèrica Llatina, fa que el moviment sigui marginat i minoritari, però tanmateix, bastant actius.